# Roxane Stojanov
Roxane Stojanov (née le 17 août 1995 à Auch, dans le Gers) est une danseuse classique franco-macédonienne. Elle est danseuse étoile du ballet de l’Opéra de Paris depuis le 28 décembre 2024.

## Biographie
Roxane Stojanov naît à Auch dans le Gers,. Son père est macédonien et sa mère française,. Elle grandit ensuite à Skopje en Macédoine du Nord de l'âge de 5 à 9 ans. 
Elle commence à danser à l'âge de huit ans en Macédoine avant de poursuivre sa pratique à Bruxelles. En 2007, elle intègre l'école de danse de l'Opéra national de Paris.
En 2013, elle est engagée dans le corps de ballet de l'Opéra de Paris, où elle est promue coryphée en 2016. Elle est nommée sujet en 2018, puis première danseuse en 2022. Cette progression depuis l'école de danse compte parmi les parcours retracés dans la série documentaire Graines d'étoile, sur Arte,.
Devenue soliste dans la compagnie, elle commence par danser plusieurs seconds rôles, en participant notamment à la création du ballet Le Rouge et le noir de Pierre Lacotte, en dansant le rôle de la princesse Gamzatti dans La Bayadère, de Mitzi Caspar dans Mayerling de Kenneth MacMillan, ou de Myrtha dans Giselle. Elle se distingue également dans le répertoire contemporain, en travaillant notamment avec William Forsythe pour son ballet Rearray donné en 2024. Ses débuts remarqués son récompensés par le prix du cercle Carpeaux, qu'elle a reçu en 2017 et le prix de l'AROP reçu en 2020,.
L'accession de José Martinez à la direction de la compagnie marque le début de ses premières distributions dans des rôles majeurs du répertoire classique, notamment celui de Kitri dans Don Quichotte. Le 28 décembre 2024, elle est nommée étoile à l'issue d'une représentation du ballet Paquita, dans lequel elle interprète le rôle-titre,,,.

## Récompenses et distinctions
- 2017 : prix du cercle Carpeaux[8],[11]
- 2020 (saison 2018-2019) : prix de l'AROP[9],[11]